# Альбрехт, Марк
Марк Альбрехт (нем.  Marc Albrecht, 1964, Ганновер) — немецкий дирижёр.

## Биография
Отец — дирижёр Георг Александр Альбрехт, мать — балетная танцовщица, впоследствии врач-физиотерапевт. Учился музыке у отца. Завоевал премию на дирижёрском конкурсе имени Ференца Фричаи в Берлине. Был ассистентом Клаудио Аббадо в Юношеском оркестре имени Густава Малера в Вене и Герда Альбрехта в Гамбургском оперном театре. В 1995—2001 — музыкальный директор Дармштадтского оперного театра. В 2001—2004 — приглашенный первый дирижёр Немецкой оперы в Берлине. С 2005 — художественный советник Страсбургского симфонического оркестра, с 2008 — его музыкальный директор (до 2011). С 2009 — главный дирижёр Нидерландского камерного оркестра, Нидерландского филармонического оркестра и Нидерландского оперного театра. Является двоюродным братом немецкого политика Урсулы фон дер Ляйен.

## Записи
Среди записей Альбрехта — песни Альбана Берга, концерты Шумана и Дворжака, виолончельный концерт № 2 Шостаковича (солистка — Соль Габетта).